# Munkaszerződés
A munkaszerződés a munkaviszony létesítésére szolgáló szerződésfajta. A munkaviszony munkaszerződéssel jön létre. A munkaszerződés alapján a munkavállaló köteles a munkáltató irányítása szerint munkát végezni, míg
a munkáltató köteles a munkavállalót foglalkoztatni és munkabért fizetni. A munkaszerződés formai és tartalmi követelményeit a Munka törvénykönyvéről szóló 2012. évi I. törvény határozza meg.

## Története
Korábban a munkaszerződés követelményeit a Munka Törvénykönyvéről szóló 1992. évi XXII. törvény határozta meg.

## Főbb szabályai

### Írásba foglalás
A munkaszerződést írásba kell foglalni. Az írásba foglalás elmulasztása miatt a munkaszerződés érvénytelenségére csak a munkavállaló - a munkába lépést követő harminc napon belül - hivatkozhat.

### Kötelező tartalmi elemek
A szerződő felek munkaviszony szempontjából lényeges adatai, a munkavégzés helye, a személyi alapbér (nem azonos a munkabérrel) és a munkakör. Ezen kívül ún. természetes elemei a napi munkaidő és a munkaviszony időtartama, azaz ha nem írják bele, akkor napi nyolc órára és határozatlan időre jön létre.

### Az eltérés lehetősége
A szabályozás részlegesen diszpozitiv, előírásai szerint a munkaszerződés - jogszabály eltérő rendelkezése hiányában - a 2012. évi I. törvény Második Részében foglaltaktól, valamint munkaviszonyra vonatkozó szabálytól a munkavállaló javára eltérhet. Az eltérést az egymással összefüggő rendelkezések összehasonlításával kell elbírálni.
A kötött elemeken kívül a munkaszerződésben rögzíthető minden olyan jog vagy kötelezettség, amelyet az egyik fél fontosnak tart és a másik fél elfogad. Ez alól szigorú kivétel, hogy a munkavállaló jogszabályban rögzített jogáról általánosan előre nem mondhat le (pl. nem fogadhat el a minimálbérnél alacsonyabb bért, vagy a jogszabály által maximált munkaidőnél hosszabb munkaidőt).

### Tájékoztatási kötelezettség
A munkaszerződést, mint kétoldalú, egybehangzó szándéknyilatkozatot egészíti ki a munkáltató egyoldalú, de törvény által rögzített tartalmú tájékoztatása. Ebben kötelező a munkáltatónak tájékoztatnia a munkavállalót a képzettségi követelményekről, a munkaköri feladatokról, a munkába lépés napjáról, munkarendről, a bér egyéb elemeiről, a bérfizetés napjáról, a szabadság mértékéről és kiadásának módjáról, a felmondási idő mértékéről, valamint arról, hogy a munkáltatónál működik-e üzemi tanács vagy szakszervezet. E tájékoztatást a munkaviszony létrejöttét követő 30 napon belül írásban kell közölni a munkavállalóval a munkáltatónál szokásos módon.